# Dicyrtomellus
Dicyrtomellus — род дорожных ос (Pompilidae).

## Распространение
Палеарктика. В Европе 4 вида.

## Описание
Охотятся и откладывают яйца на пауков, которых парализуют с помощью жала. Личинки эктопаразитоиды пауков. Основание усиков расположено ближе к наличнику, чем к глазку. Коготки равномерно изогнутые. Вершина средней и задней голеней помимо шпор несёт шипы разной длины. Верх задних бедер с 1-5 предвершинными короткими прижатыми шипиками.

## Классификация
- Dicyrtomellus hohmanni (Wolf, 1990)
- Dicyrtomellus picticrus (Saunders, 1901)
- Dicyrtomellus rufifemur Wahis, 1992
- Dicyrtomellus tingitanus (Wolf, 1966)